# Витери-и-Унго, Хорхе де
Хорхе де Витери-и-Унго (исп. Jorge de Viteri y Ungo; 23 апреля 1801, Сан-Сальвадор, Генерал-капитанство Гватемала — 25 июля 1853, Леон (Никарагуа)) — центрально-американский церковный деятель, епископ Леона Никарагуанского (5.11.1849 — 25.07.1853), первый епископ епархии Сан-Сальвадора (27.01.1843 — 5.11.1849) (ныне Архиепархия Сан-Сальвадора). Государственный деятель, министр внутренних дел и юстиции Гватемалы (18 января 1849 — 6 ноября 1851).

## Биография
Сын богатого испанца. Образование получил в Гватемале в последние годы испанского владычества.
Был видной фигурой в Центральной Америке после распада Центральноамериканской конфедерации в 1840 году.
Выдающийся оратор и проповедник, одним из главных членов семейства Айсинена, советник президента Гватемалы, генерала Рафаэля Каррера, крёстный отец президента Сальвадора, лидера консерваторов Франсиско Малеспина.
Член Государственного совета Гватемалы с марта 1840 года.
В 1842 году посетил Ватикан, где Святой Престол учредил епархию Сан-Сальвадора путём её выделения из архиепархии Гватемалы.
В 1846 году после свержения и бегства Франсиско Малеспина в Гондурас под защиту президента этой страны Коронадо Чавеса Хорхе де Витери-и-Унго, утратил поддержку и был изгнан из Сальвадора президентом Эухенио Агиларом.
Умер в Леоне, по-видимому, в результате отравления. Останки епископа были перевезены в Сан-Франциско (Калифорния), а затем в начале двадцатого века возвращены в Главный собор Сальвадора.